# Antje Ehrlich-Strathausen
Antje Ehrlich-Strathausen (* 2. Januar 1970 in Erfurt) ist eine deutsche Politikerin (SPD) und ehemalige thüringische Landtagsabgeordnete.

## Leben und Beruf
Antje Ehrlich-Strathausen wuchs in Heiligenstadt auf. Sie ist verheiratet und hat ein Kind. Nach dem Abschluss der 10. Klasse an der Polytechnischen Oberschule besuchte sie von 1986 bis 1990 das Institut für Lehrerbildung Nordhausen, wo sie eine Ausbildung zur Grundschullehrerin absolvierte. 1992 machte sie das Abitur an der Kreisvolkshochschule und arbeitete bis 2004 als Lehrerin.

## Politik
Im Jahr 1999 trat sie der SPD bei. 2004 wurde Antje Ehrlich-Strathausen SPD-Abgeordnete im Thüringer Landtag. Zur Landtagswahl in Thüringen 2009 kandidierte sie im Wahlkreis Eichsfeld I gegen Ministerpräsident Dieter Althaus (CDU). In der traditionellen CDU-Hochburg erhielt sie nur 11,3 % der Stimmen und lag damit sogar knapp hinter der Kandidatin der Linkspartei, Johanna Scheringer-Wright. Ihr Landeslistenplatz 27 reichte ebenfalls nicht zur Wiederwahl.

## Politische und gesellschaftliche Funktionen
Sie arbeitete von 1999 bis 2004 im Heiligenstädter Stadtrat. Antje Ehrlich-Strathausen ist seit 2004 Mitglied im Kreistag des Eichsfelds. Darüber hinaus arbeitet sie im Kreisvorstand der Eichsfelder SPD und ist stellvertretende Ortsvereinsvorsitzende ihrer Partei in Heilbad Heiligenstadt. Sie hat außerdem von 2006 bis 2009 den Landesvorsitz der Arbeitsgemeinschaft Sozialdemokratischer Frauen inne.
| Personendaten    | Personendaten                   |
| ---------------- | ------------------------------- |
| NAME             | Ehrlich-Strathausen, Antje      |
| KURZBESCHREIBUNG | deutsche Politikerin (SPD), MdL |
| GEBURTSDATUM     | 2. Januar 1970                  |
| GEBURTSORT       | Erfurt                          |